# Chapelle Notre-Dame de Bovelles
Pour les articles homonymes, voir Chapelle Notre-Dame.
Cette chapelle Notre-Dame est située dans le cimetière communal de Bovelles, dans le département de la Somme, dans la Communauté d'agglomération Amiens Métropole.

## Historique
La chapelle Notre-Dame daterait de la fin du XVIe siècle. La porte principale est en plein cintre ; un larmier règne sur la façade, se contournant en archivolte au-dessus de la porte ; l'intérieur est plus bas que le sol, la nef est voutée en bois recouvert d'enduit, avec entraits et poinçons apparents, blochets, le tout grossièrement travaillé. Cette chapelle aurait été à l'origine l'église du village.
L'édifice fait l'objet d'un sauvetage en 1987 car il menace de s'effondrer.

## Caractéristiques
La chapelle Notre-Dame est construite en pierre et couverte de tuiles. Elle est composée d'un vaisseau unique qui englobe la nef et le chœur. Le haut du pignon de la façade et l'encadrement des portes sont en brique. Un minuscule clocher à campenard dépasse de la toiture à proximité de la façade dont les deux contreforts sont en pierre et brique. Au-dessus du portail principal, une niche vide est surmontée d'un oculus. La porte principale est en plein cintre ; un larmier se contourne en archivolte au-dessus du portail.
L'intérieur est plus bas que le sol, la nef est voûtée en bois recouvert d'un enduit, avec entraits et poinçons apparents et blochets. La chapelle conserve une statue du Christ de pitié.

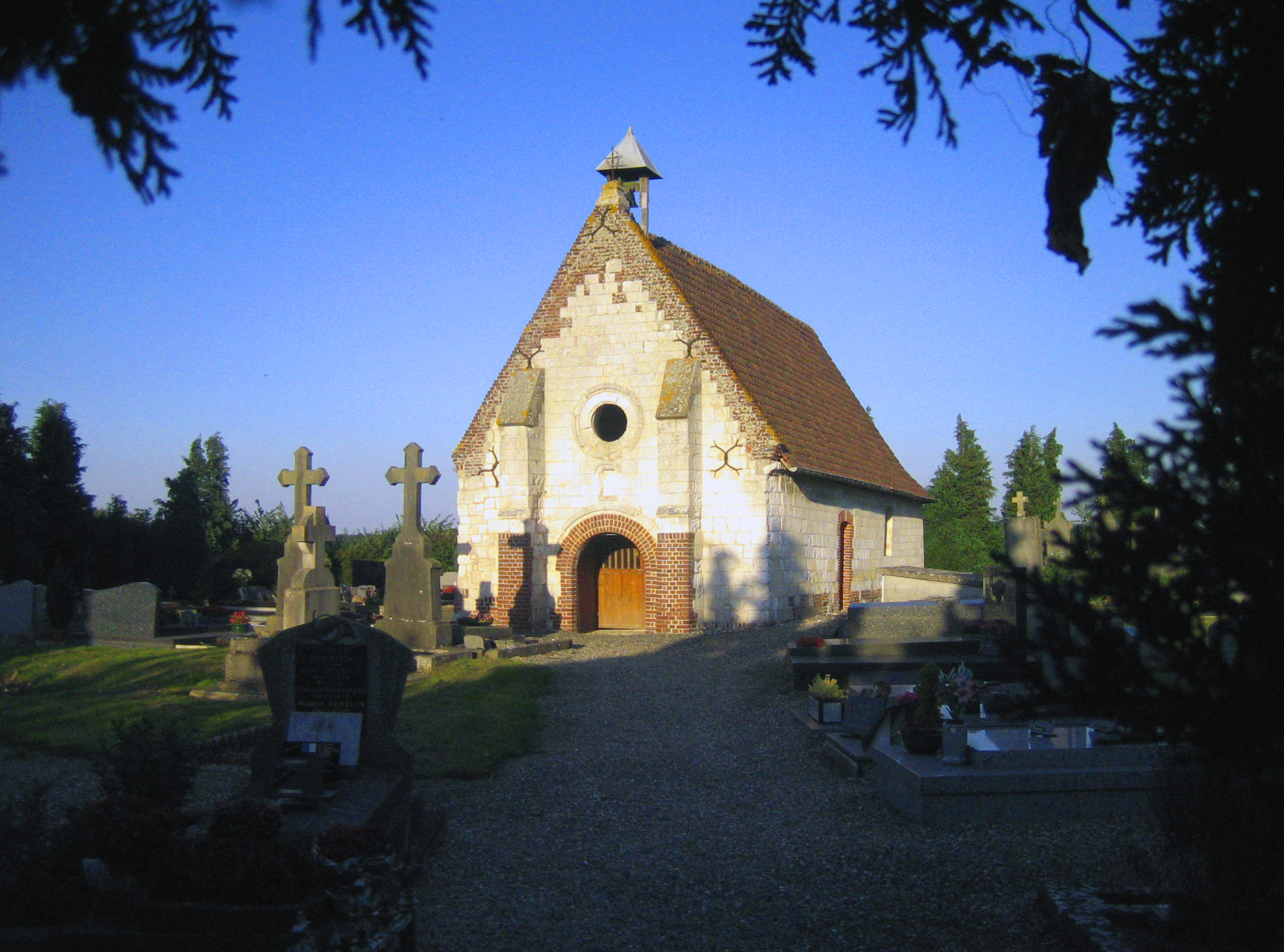
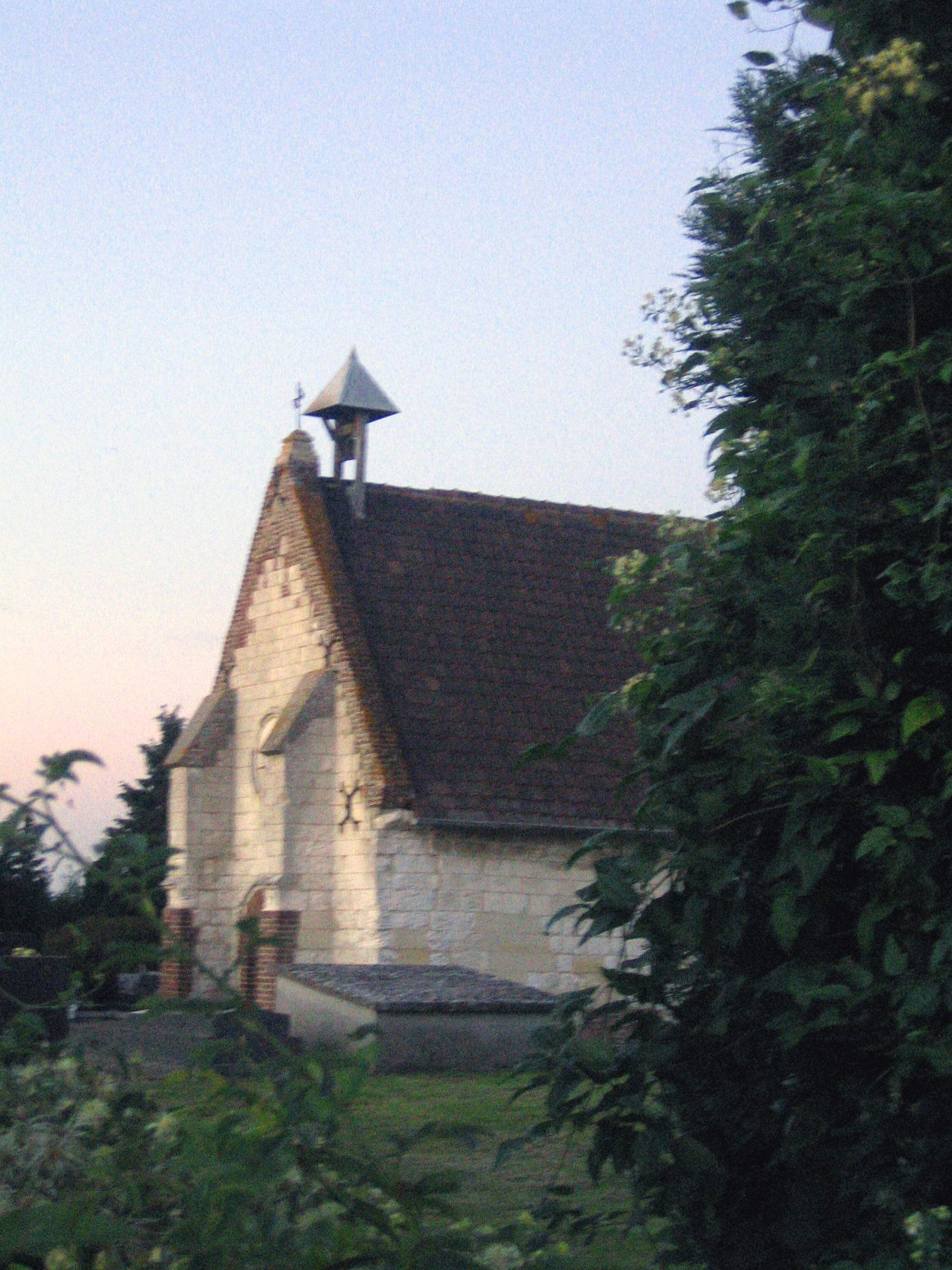
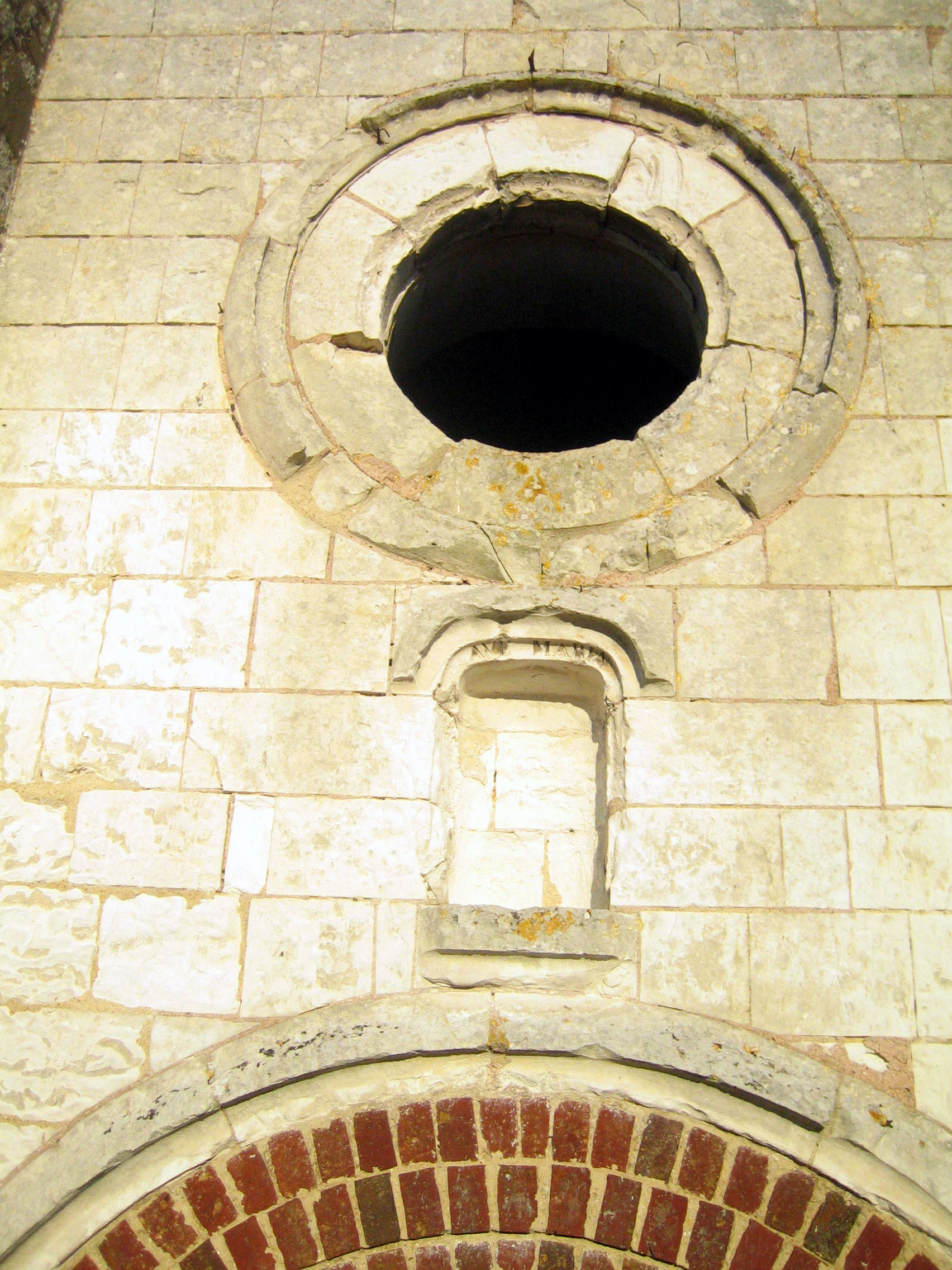
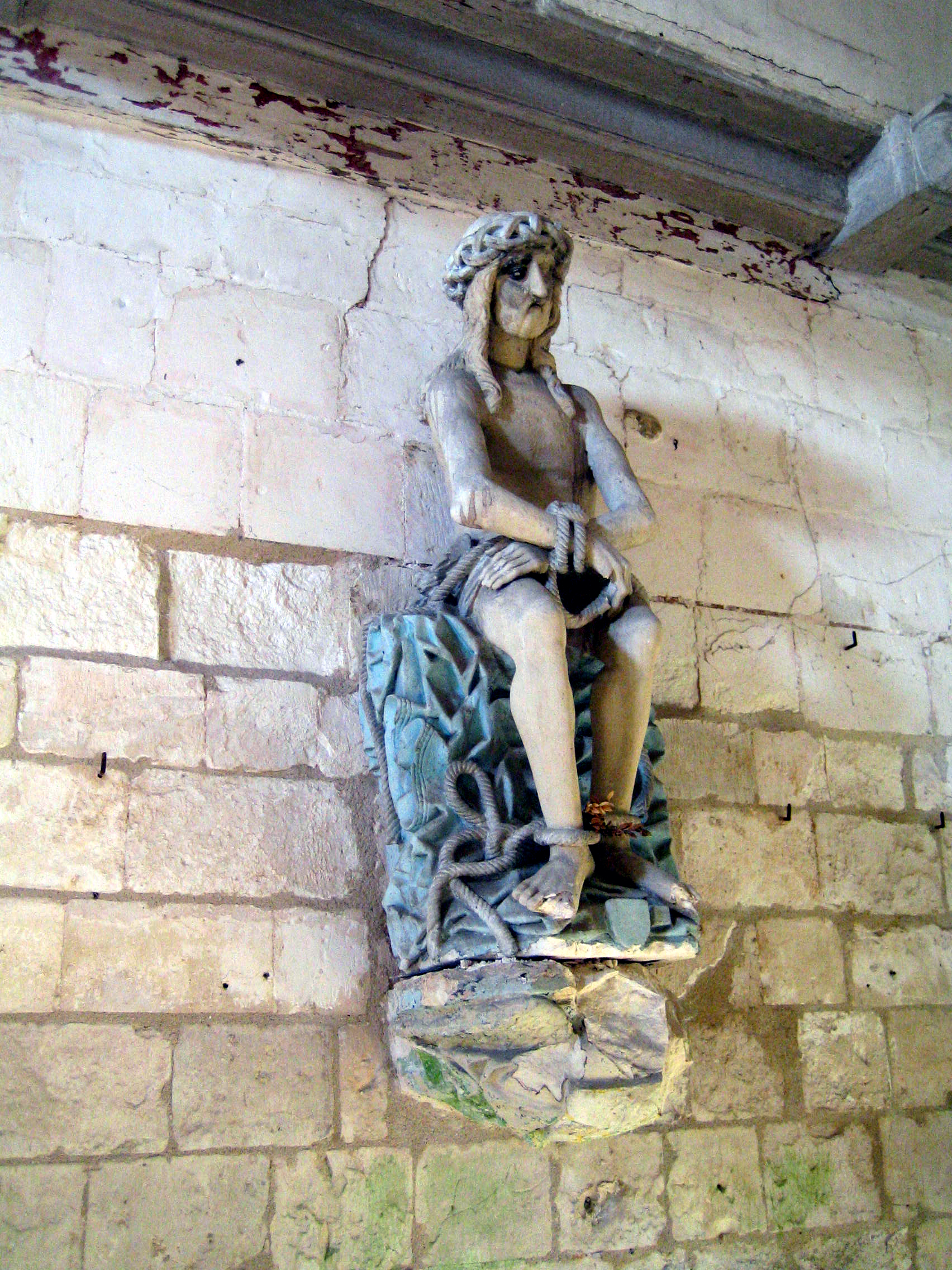